# Sinnathamby Rajaratnam
Sinnathamby Rajaratnam (besser bekannt als S. Rajaratnam, Tamil சின்னத்தம்பி இராசரத்தினம் bzw. சி. இராசரத்தினம்; * 25. Februar 1915 in Sri Lanka; † 22. Februar 2006 in Singapur) war von 1980 bis 1985 Stellvertretender Premierminister von Singapur und lange Zeit Minister sowie Mitglied des Kabinetts von 1959 bis 1988. Er gehört zu den Gründungsvätern des unabhängigen Singapurs, nachdem es 1959 Selbstregierung und 1965 die Unabhängigkeit erreichte, einen Großteil seines Erwachsenenlebens in der Politik verbringend, wo er maßgeblichen Einfluss auf die Mentalität Singapurs hatte. Dieser Einfluss wirkt bis heute auf die Sichtweise, die viele Singapurer gegenüber einer Reihe gegenwärtiger Streitpunkte vertreten. Eine der Schulen der Nanyang Technological University, die S. Rajaratnam School of International Studies, ist ihm zu Ehren benannt, ebenso wie ein siebenstöckiger Block der Raffles Institution.

## Jugend
Sinnathamby Rajaratnam wurde am 25. Februar 1915 in Vaddukoddai, nahe Jaffna, auf Sri Lanka als zweites Kind von Sabapathy Pillai Sinnathamby und dessen Frau geboren, welche beide zur tamilischen Bevölkerungsgruppe auf Sri Lanka gehörten. Nach der offenbar aus abergläubischen Motiven auf Sri Lanka stattfindenden Geburt wurde Rajaratnam zurück nach Malaya gebracht und in Seremban und Selangor aufgezogen.
Erzogen wurde Rajaratnam zunächst an der St. Paul’s Boys School der Victoria Institution in Kuala Lumpur sowie später an der prestigeträchtigen Raffles Institution in Singapur. 1937 begann er ein Jura-Studium am King’s College London. Nach dem Ausbruch des Zweiten Weltkriegs und der Besetzung Malayas durch das Kaiserreich Japan musste er jedoch sein Studium mangels Geldmittel seiner Eltern abbrechen und wandte sich stattdessen dem Journalismus zu, um seine Lebenshaltungskosten zu bestreiten. Es war auch in London, dass er seine zukünftige Frau Piroska Feher, eine ungarische Lehrerin, kennenlernte.
Rajaratnam kehrte 1948 nach dem Ende der japanischen Besatzung nach Singapur zurück und arbeitete für die Malayan Tribune, bis er schließlich 1954 anfing für The Straits Times zu arbeiten. Als Journalist für die Straits Times fiel er unter anderem durch seine mutige und bestimmte Kritik der britischen Regierung Singapurs auf. Als die koloniale Regierung Singapurs diesem Verhalten gegenüber ihre Missbilligung aussprach, antwortete Rajaratnam in der damals vielbeachteten Kolumne “I write as I please” (deutsch: „Ich schreibe wie ich will“). Dies hatte seine Einberufung durch die kolonialen Behörden zur Befragung zur Folge.

## Politische Karriere
1954 war Rajaratnam zusammen mit Lee Kuan Yew und Goh Keng Swee Gründungsmitglied der People’s Action Party (PAP). In dieser Rolle wurde er innerhalb der Partei für seine populistische Fähigkeit, den Nerv des Volkes zu treffen, respektiert. Schon früh war er einer der Visionäre eines multiethnischen Singapurs in der Form einer "globalen Stadt". Des Weiteren war er an der Organisation mehrerer politischer Kampagnen gegen linksextreme Gruppierungen in Singapur beteiligt. Während seiner Zeit als Parlamentarier diente er als Kulturminister (1959), Außenminister (1965–1980), Arbeitsminister (1968–1971), Stellvertretender Premierminister (1980–1985) und wurde später als Senior Minister bis zu seinem Rückzug aus dem öffentlichen Leben 1988 eingesetzt. Ebenfalls bekannt ist Rajaratnam als Verfasser des Singapore National Pledge von 1966.
Auf Singapurs abrupte Unabhängigkeit 1965 folgend, wurde Rajaratnam der erste Außenminister des südostasiatischen Stadtstaats. Während seiner Amtszeit als Außenminister verhalf Rajaratnam Singapur zum Beitritt zu den Vereinten Nationen und später 1970 zur Bewegung der Blockfreien Staaten. Auch war er am Aufbau des Foreign Service und der Knüpfung wichtiger diplomatischer Verbindungen und Kontakte zu anderen Ländern maßgeblich beteiligt, wodurch es Singapur gelang international Anerkennung für die Souveränität des jungen Staates zu sichern. Außenpolitisch verfolgte Rajaratnam eine Politik der Selbsthauptung, um Singapurs Unabhängigkeit zu gewährleisten, eine Politik welche insbesondere angesichts außenpolitischer Konfliktpotenziale der damaligen Zeit große Relevanz genoss. Zu diesen Konfliktpotenzialen gehörten unter anderem die Gefahr, in den Konfrontasi-Konflikt in den 1960er Jahren hineingezogen zu werden, sowie der Abzug der letzten britischen Truppen aus Südostasien in den 1970er Jahren, welcher Singapurs militärische Fähigkeit zur Selbstverteidigung dramatisch schwächte. Rajaratnam bleibt als einer der "fünf Gründungsväter" der Association of Southeast Asian Nations (ASEAN) von 1967 in Erinnerung. Als Sri Lanka in den späten 1960er Jahren ASEAN beitreten wollte, war es Rajaratnam, der diesem Unterfangen aufgrund Sri Lankas interner Probleme skeptisch gegenüberstand und den Beitrittsprozess blockierte. Ende der 1970er Jahre war Rajaratnams Politik auf internationaler Ebene durch seinen Versuch geprägt, internationale Aufmerksamkeit auf die Invasion Kambodschas durch Vietnam zu lenken.
Während seiner Zeit als Arbeitsminister führte Rajaratnam ein strenges Arbeitsrecht ein, um Singapur wirtschaftliche Stabilität zurückzugeben und es für multinationale Unternehmen sowie Auslandsdirektinvestitionen attraktiv werden zu lassen. Dass er in diesen wichtigen Posten eingesetzt wurde, zeigt wie viel Respekt und Vertrauen die singapurische Regierung unter Lee Kuan Yew in Rajaratnams Fähigkeit hatte, Singapurs wirtschaftliche Probleme zu meistern.
Durch seine gesamte politische Laufbahn zieht sich seine Schlüsselrolle in den erst pragmatischen, später zunehmend technokratischen Regierungen der People’s Action Party, welche Singapurs wirtschaftliche Situation grundlegend veränderten, einhergehend mit gewaltigen staatliche Investitionen in soziale Entwicklung, insbesondere Bildung, sowie einer massiven Ausweitung von staatlichen Programmen in den Bereichen Gesundheit, Rente, staatlich subventionierte Unterkunft und einer für Singapur mittlerweile charakteristischen sehr niedrigen Arbeitslosigkeit. Diese Haltung wird in der folgenden Aussage Rajaratnams deutlich:
Wir glauben an eine demokratische Gesellschaft mit Regierungen, die regelmäßig und frei durch das Volk gewählt werden... Wir glauben an die Tugend harter Arbeit und daran, dass jenen die in der Gesellschaft härter arbeiten größerer Lohn zuteil werden sollte... Wir glauben, dass die Welt uns keinen Unterhalt schuldet und dass wir uns unseren Unterhalt selbst verdienen müssen.
Nichtsdestotrotz glaubte Rajaratnam nicht an die Notwendigkeit einer starken Opposition im Parlament, welche er als "nicht-kommunistische Subversion" betrachtete; kompromisslos gegenüber dem durch die PAP dominierten Parteiensystem Singapurs sagte er:
Eine Einparteienregierung vorausgesetzt, so ist die Fähigkeit einer solchen Regierung weitaus unabhängiger zu handeln, als wenn sie durch eine Opposition und Mandate behindert wird, offensichtlich. Im Spiel wetteifernder Beeinflussung können Bauern, die sich wie Läufer und Türme und Springer verhalten, unter bestimmten Umständen äußerst lästig und sehr irritierend sein.
Geprägt wurde Rajaratnams politische Haltung durch seinen starken Glauben an ein multiethnisches Singapur. Dieser Glaube führte auch dazu, dass er lediglich zwei Jahre nach den verheerenden Rassenunruhen von 1964 beim Verfassen des Singapore National Pledge die Worte "ein vereintes Volk, ungeachtet von Rasse, Sprache oder Religion" verwendete. In den 1980er und 1990er Jahren sprach sich Rajaratnam zu einer Zeit als die Regierung verschiedene Maßnahmen einführte, um den Gebrauch von "Muttersprachen" und ethnischen Selbsthilfegruppen wie dem Chinese Development Assistance Council (CDAC) und Mendaki zu fördern, gegen die Politik der Regierung aus. Seine Kritik begründete er damit, dass diese Maßnahmen aus seiner Sicht für die Erschaffung einer gemeinsamen singapurischen Identität, für die "Rasse, Religion und Sprache keine Bedeutung haben", kontraproduktiv wären. Stattdessen vertrat er eine verstärkte ethnische Integration, an welcher es Singapur ihm zufolge weiterhin mangelte.
Rajaratnam war ebenfalls mit Premierminister Lee Kuan Yew nicht einer Meinung bezüglich dessen Politik, Frauen mit vielen Kindern und einem universitären Bildungsabschluss Anreize zu geben, da er diese Politik für unfair hielt. Trotz ihrer Meinungsverschiedenheiten mit Hinblick auf bestimmte Politikfragen war Rajaratnam Lee gegenüber loyal und blieb Mitglied der "Kerngruppe" von Lees Regierung, welche neben Rajaratnam ebenfalls Goh Keng Swee, Hon Sui Sen und Lim Kim San beinhaltete. Diese Gruppe dominierte die politische Landschaft Singapurs von 1959 bis zur Mitte der 1980er Jahre beinahe 30 Jahre lang.

## Späteres Leben
Rajaratnam zog sich 1988 im Rahmen eines Führungswechsels zugunsten der jüngeren Generationen aus seinen öffentlichen Ämtern zurück. Hiernach arbeitete er als Distinguished Senior Fellow vom 1. November 1988 bis zum 31. Oktober 1997 für das Institute of Southeast Asian Studies.
1994 wurde bei Rajaratnam Demenz diagnostiziert, welche im Endeffekt zur Folge hatte, dass er ab 2001 der Sprache und fortgeschrittenen selbständigen Bewegung unfähig war. In dieser Zeit war er gezwungen zunehmend auf die Unterstützung von sechs Haushaltshilfen zurückzugreifen, darunter Cecelia Tandoc, eine Haushaltshilfe, die 21 Jahre lang in seinen Diensten stand.

## Tod
Rajaratnam starb am 22. Februar 2006 an Herzversagen, drei Tage vor seinem 91. Geburtstag. Als Zeichen des Respekts hielten sich die Mediacorp-Fernsehkanäle 5 und 8 an eine einminütige landesweite Schweigeminute in der Nacht des 22. Februars 2006. Vom 23. bis zum 25. Februar 2006 wurden sämtliche Staatsfahnen auf singapurischen Regierungsgebäuden auf halbmast gesetzt.
Der Leichnam des verstorbenen Rajaratnam wurde vom 22. bis zum 23. Februar in seinem Haus in der 30 Chancery Lane aufbewahrt. Dort erwiesen ihm einige seiner früheren Kollegen, darunter Toh Chin Chye, S. Dhanabalan, Othman Wok, Lee Hsien Loong, Präsident S. R. Nathan und Tharman Shanmugaratnam ihren letzten Respekt. Später wurde sein Leichnam am 24. Februar ins Parlamentsgebäude gebracht und dort von 09:30 Uhr bis 21:00 Uhr öffentlich aufgebahrt.
In Anerkennung seines Beitrags als einer von Singapurs Gründungsvätern wurde Rajaratnam ein Staatsbegräbnis beim Esplanade – Theatres on the Bay-Gebäude zuteil, welches am 25. Februar 2006 stattfand. Der Sarg wurde hierbei um 13:30 Uhr auf einer zeremoniellen Lafette vom Parlamentsgebäude zur Esplanade gebracht, wobei der Zug durch den Civic District verlief. Während des Begräbnisses hielten Premierminister Lee Hsien Loong, Minister Mentor Lee Kuan Yew, Botschafter Tommy Koh und Trauergast V. K. Pillay, ein Orthopädie-Chirurg, Eulogien auf den Verstorbenen. Minister Mentor Lee brach während seiner Eulogie in Tränen aus; nach den Eulogien wurde der Sarg mit der Nationalflagge Singapurs bedeckt sowie der Orden von Temasek am Sarg durch Präsident S. R. Nathan befestigt. Zu Ehren Rajaratnams wurde danach das Singapore National Pledge, welches er verfasst hatte, durch die Trauergäste rezitiert, die Vision Rajaratnams eines vereinten Singapurs ohne Diskriminierung auf der Grundlage von Rasse, Sprache oder Religion vergegenwärtigend.
Das Staatsbegräbnis wurde auf Channel NewsAsia live übertragen. Die Sendung, "Abschied von S. Rajaratnam" genannt, wurde von 13:30 Uhr bis 15:15 (SST) am 25. Februar 2006 ausgestrahlt. Im Laufe des Nachmittags wurde Rajaratnams Leiche schließlich im Mandai Crematorium verbrannt.
Viele Organisationen, für die und mit denen Rajaratnam im Laufe seines Lebens gearbeitet hatte, schrieben ihm zu Ehren in der Zeitung The Straits Times Nachrufe; hierzu gehörten unter anderem das Institute of Southeast Asian Studies, Ceylon Sports Club, Singapore Ceylon Tamils' Association, Singapore Indian Fine Arts Society, Nanyang Technological University, Old Rafflesians' Association, Raffles Institution, Raffles Junior College und Raffles Girls' School. Hierbei schrieb das Institute of Southeast Asian Studies:
In den Worten die er selber wählte: "Es tut uns leid, dass er die Erde verlassen hat." Wir sind durch seine Anwesenheit weitaus reicher. Wir erinnern uns liebevoll an und schätzen seine Bescheidenheit, seine Wärme, seine Gelehrsamkeit, seine Vision und seine tiefe und unendliche Liebe für Singapur und alle Singapurer. Ja, es tut uns leid, dass er die Erde verlassen hat.

## Erbe
Das Institute for Defence and Strategic Studies (IDSS) an der Nanyang Technological University wurde in S. Rajaratnam School of International Studies umbenannt, um seiner Leistungen für Singapur als Außenminister zu gedenken.
Ebenfalls in Erinnerung an S. Rajaratnam wurde ein bis dato unbenanntes siebenstöckiges Gebäude der Raffles Institution, seiner alma mater, auf den Namen S. Rajaratnam Block getauft.

## Bibliographie
- Irene Ng: The Singapore lion: A biography of S. Rajaratnam. Institute of Southeast Asian Studies, Singapore 2010, ISBN 978-981-427950-5.